# 锥尾鹦哥属
锥尾鹦哥属是原生于美洲的鸟类分群，牠們都有一条锥形长尾，属于小型鹦鹉类，一般俗称为“鹦哥”，但比虎皮鹦鹉类要大，作为宠物不能放在一般的鸟笼内。 
锥尾鹦哥属一般为绿色，但也有一些品种为黄色或橘黄色。
在分类学上，锥尾鹦哥属在過去是一个并系群，例如太阳鹦哥、米特雷鹦哥、 绿鹦哥、褐喉鹦哥等。 另外金色鹦哥原来一直也属于本属，但现在一般将其单独划为一个单种属。
但隨著研究，逐漸有物種被分類到其他屬內，現今的錐尾鸚哥屬餘下六個物種。

## 下属物种
本属包括以下六个物种：
- 金帽鹦哥 Aratinga auricapillus (Kuhl, 1820)
- 绿翅金鹦哥 Aratinga jandaya (Gmelin, 1788)
- 橙胸鹦哥 Aratinga maculata (Müller & Pls, 1776)
- 黑头鹦哥 Aratinga nenday (Vieillot, 1823)
- 金黄鹦哥 Aratinga solstitialis (Linnaeus, 1758)
- 暗头鹦哥 Aratinga weddellii (Deville, 1851)